# Schlumbergera
A Schlumbergera (karácsonyikaktuszok) kis fajszámú nemzetségébe változatos alakú epifita kaktuszok tartoznak, melyek keresztezésével rengeteg kertészeti hibridet állítottak elő. Az így nemesített karácsonyikaktuszok a lakások közkedvelt növényeivé váltak, mivel virágzási periódusuk tél derekára esik.

## Elterjedésük
Szűk elterjedési területük mindössze Brazília Rio de Janeiro tartományának szűk, Atlanti-óceánhoz közeli hegyvidéki területeire korlátozódik, ahol a köderdőkben epifiton, vagy ritkábban litofita (sziklás talajt kedvelő) növényekként találhatóak meg.

## Jellemzőik
Alacsony, bokros növekedésű, kb. 30 cm magas, tagolt törzsű, lapos szártagú, villásan elágazó epifiton nemzetség. A törzs alsó (legidősebb) szártagjai 3-6 élűek, 4–6 cm hosszúak és 2–3 cm szélesek, szögletesek, a felső (fiatal) hajtások laposak, hosszúkás tojásdadok, az ízesülés helyén egyenesen levágottak, szélei lekerekítettek vagy az éleken 2-4 fog képződik. Minden szártag a legfelső végén sárgásbarna vagy feketés serteszőrcsomót képez. A hajtások végén megjelenő virág hosszú és nagy (kb. 7×7 cm), ragyogó piros vagy lila, magános vagy néha páros, sugaras szimmetriájú vagy többé-kevésbé zigomorf. A lepellevelek keskenyek, hosszan kihegyezettek és enyhén visszahajlanak. Termésük kb. 1 cm hosszú, a mag fényes fekete, apró.

## Fajai
Subgenus Epiphyllanthus Berger:
- Schlumbergera microsphaerica (K. Schumann) Hovel in Kakt. and Sukk. 21: 186 (1970)
- Schlumbergera opuntioides (Lofgren & Dusen) D. R.. Hunt in Kew Bull. 23: 260 (1969)

Subgenus Schlumbergera Lemaire:
- Schlumbergera kautskyi (Horobin & McMillan) N.P. Taylor in Bradleya 9: 90 (1991).
- Schlumbergera orssichiana Barthlott & McMillan in Cact. Succ. J. (US) 50; 30 34 (1978)
- Schlumbergera russelliana (Hooker) Britton and Rose, Contr. U. S. Nat. Herb. 16: 261. (1913)
- Schlumbergera truncata (Haworth) Moran in Gentes Herb. 8: 329 (1953).

Természetes hibridek:
- Schlumbergera × buckleyi (T.Moore) Tjaden (1969)

Mesterséges hibridek:
- Schlumbergera × exotica Barthlott & Rauh (1977)
- Schlumbergera × reginae McMillan (1985)
- Schlumbergera × epricae Süpplie (2005) Cact. Succ. J. 77: 256–261